# Martin Jelínek
Martin Jelínek (* 16. dubna 1971 Kutná Hora) je československý basketbalista, reprezentant, mistr České republiky 1999 a vicemistr 1994. Je vysoký 196 cm.
V československé basketbalové lize hrál celkem 3 sezóny za kluby Sokol I. Brno (1990/91, 4. místo) a SKP Pardubice (1991-1992, 11. a 15. místo), v nichž celkem zaznamenal 1539 bodů. V české basketbalové lize hrál za kluby SKP Pardubice (1992/93, 6. místo), Tonak Nový Jičín (1993-1995, 2. a 4. místo), Sparta Praha (1995/96, 5. místo), BK Žďas Žďár nad Sázavou (1996-1998, 2. liga a 8. místo), Mlékárna Kunín (1998/99, mistr České republiky), ASK Chomutov (1999/2000, 12. místo). V československé a české basketbalové lize celkem získal titul mistra republiky 1999 a vicemistra 1994, dále dvě čtvrtá místa (1991, 1995), páté (1996), šesté (1993), osmé (1998), jedenácté (1991/92), dvanácté (2000) a patnácté místo (1992). V ALL STAR české basketbalové ligy hrál v roce 1995.
V Evropských pohárech klubů hrál Pohár vítězů pohárů v basketbalu mužů 1998/99 za BK Mlékárna Kunín Nový Jičín a skončili na 6. místě ve skupině B. Ve FIBA Poháru Korač hrál v sezóně 1993/94 za Tonak Nový Jičín a v sezóně 1995/96 za Spartu Praha. Zaznamenal celkem 55 bodů v 7 zápasech FIBA evropských pohárů klubů.
Za reprezentační družstvo Československa juniorů hrál v roce 1990 na Mistrovství Evropy v Groningenu (Holandsko) a skončili na 11. místě, odehrál 7 zápasů a zaznamenal 84 bodů. Za reprezentační družstvo Československa hráčů do 22 let hrál v roce 1992 na Mistrovství Evropy v Athénách (Řecko) a skončili na 5. místě, odehrál 7 zápasů a zaznamenal 96 bodů. Za reprezentační družstvo Československa mužů hrál celkem 7 zápasů. Za reprezentační družstvo České republiky mužů hrál v kvalifikaci na Mistrovství Evropy 1997, kde zaznamenal v jednom zápase 4 body.   

## Hráčská kariéra

### Kluby
- 1990/1991 Sokol I. Brno - 4. místo (1991)
- 1991-1992 SKP Pardubice - 11. místo (1991/92), 15. místo (1992)
  - Československá basketbalová liga celkem 3 sezóny (1990-1992) a 1539 bodů
- 1992-1993 SKP Pardubice - 6. místo (1993)
- 1993-1995 Tonak Nový Jičín - 2. místo (1994), 4. místo (1995)
- 1995-1996 Sparta Praha - 5. místo (1996)
- 1996-1998 BK Žďas Žďár nad Sázavou - 2. liga (1997), 8. místo (1998)
- 1998-1999 Mlékárna Kunín - mistr České republiky (1999)
- 1999-2000 ASK Chomutov - 12. místo (2000)
  - Česká basketbalová liga (1993-2000, 8 sezón)
- V československé a české basketbalové lize celkem 11 sezón
- ALL STAR české basketbalové ligy - jeden zápas (1995)

### FIBA Evropské basketbalové poháry klubů
- Pohár vítězů pohárů v basketbalu mužů
  - 1998/99 BK Mlékárna Kunín [Nový Jičín] 6. místo ve skupině B (Cholet Basket, Türk Telekom SK, KK Split, BK Slovakofarma Pezinok, KK MZT Skopje), celkem 19 bodů a 3 zápasy
- FIBA Poháru Korač
  - 1993/94 Tonak Nový Jičín - celkem 18 bodů a 2 zápasy
  - 1995/96 Sparta Praha - celkem 18 bodů a 2 zápasy.
- Martin Jelínek celkem 55 bodů v 7 zápasech FIBA evropských pohárů klubů

### Československo a Česká republika
- Mistrovství Evropy v basketbale juniorů 1990 (Holandsko), Československo 11. místo, 84 bodů v 7 zápasech
- Mistrovství Evropy v basketbale hráčů do 22 let 1992 (Řecko), Československo 5. místo, 96 bodů v 7 zápasech
- Mistrovství Evropy 1997, kvalifikace, Česká republika, 4 body, 1 zápas
- Za reprezentační družstvo mužů Československa celkem 7 utkání.
- Za reprezentační družstvo mužů České republiky celkem 1 utkání.